# 우부메

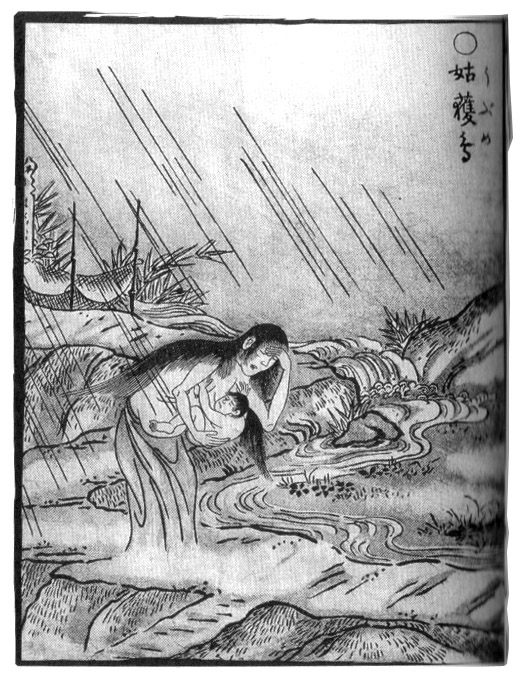
화도 백귀야행의 우부메.

우부메(うぶめ)란 임산부의 모습을 한 일본 요괴이다. 한자로는 산녀(産女), 고획조(姑獲鳥)라고 쓴다.
임산부가 애를 낳지 못하고 죽었을 때 그대로 매장해 버리면 우부메가 된다고 한다. 그래서 일본의 많은 지방에서는 산욕열로 죽은 임산부의 배를 째고 태아를 꺼내 안겨 주거나 해서 안장한 것으로 알려져 있다. 태아를 꺼낼 수 없는 경우에는 인형을 관에 함께 넣은 지방도 있다.

## 같이 보기
- 하르피이아